# 宮下村
宮下村（みやしたむら）は福島県大沼郡にあった村。現在の三島町の只見川以南にあたる。

## 地理
- 山：湯の岳、高陣山、洞巌山、高森山、赤松山、俎倉山、前坪山、志津倉山、岩淵山
- 河川：只見川、大谷川

## 歴史
- 1942年（昭和17年）4月1日 - 西川村・原谷村・三谷村が合併して発足。
- 1955年（昭和30年）7月20日 - 宮下村が西方村と合併して三島町が発足。同日宮下村廃止。

## 交通

### 鉄道路線
- 日本国有鉄道
  - 只見線
    - 会津宮下駅 - （会津西方駅） - 会津檜原駅

本村の大字名を称する滝谷駅は隣接する柳津町に所在した。

### 道路
- 沼田街道（現・国道252号）